# آیرین کرال
آیرین کرال (انگلیسی: Irene Kral؛ ۱۸ ژانویهٔ ۱۹۳۲ – ۱۵ اوت ۱۹۷۸) یک نوازنده، و خواننده اهل ایالات متحده آمریکا بود.